# گوردخمه صحنه

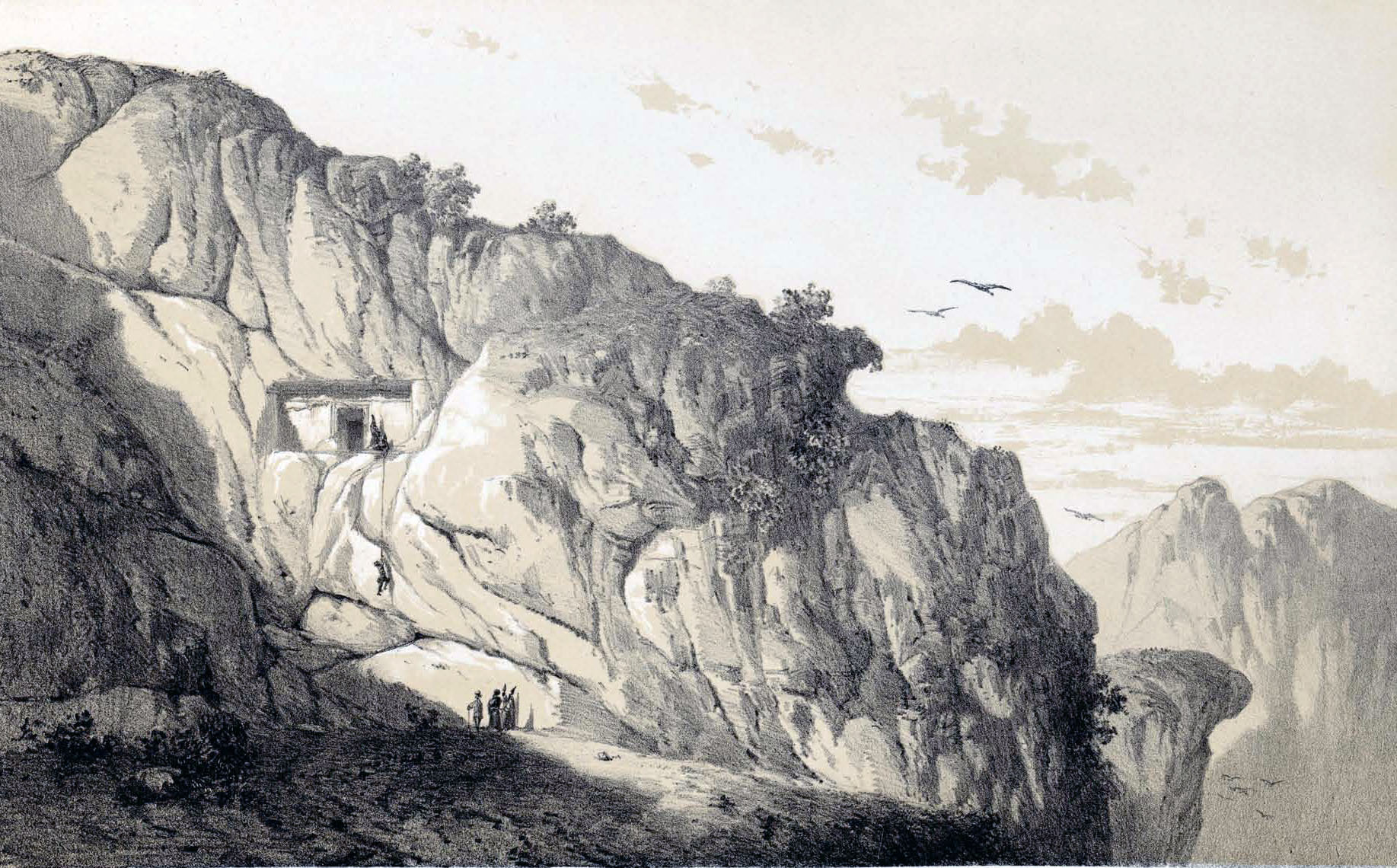
در عصر محمدشاه

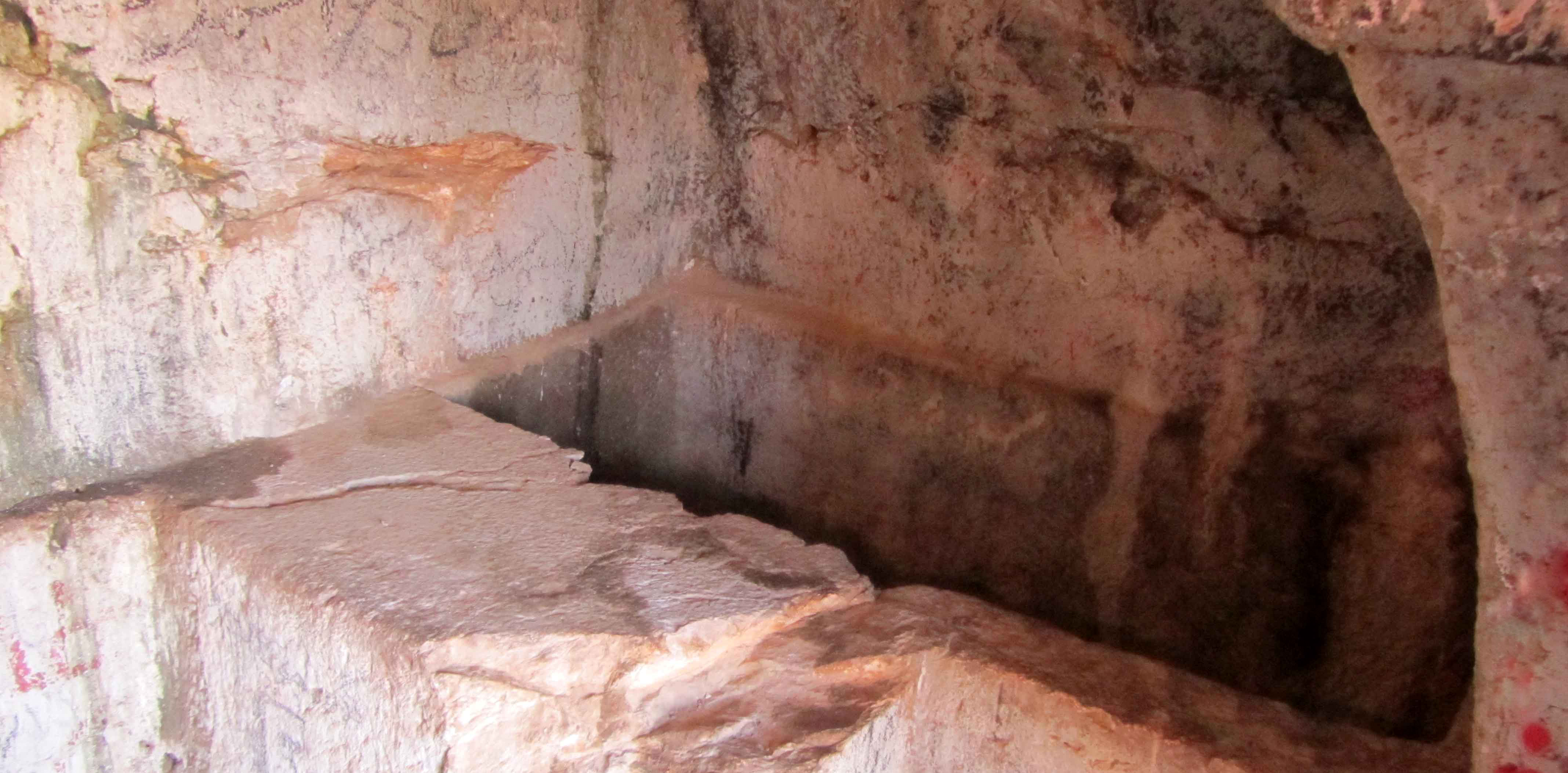
یکی از گورهای درون "گوردخمه دربند"

گوردخمه صحنه، گوردخمه دربند، قبر کیکاوس یا دخمۀ شیرین و فرهاد در بدنهٔ کوه شوق علی واقع در شمال شهر صحنه و سمت راست دربند صحنه در استان کرمانشاهِ ایران حجاری شده‌است.
این گوردخمه‌ها در بین اهالی محل به قبر کیکاوس، فرهاد تراش و گور شیرین و فرهاد معروف است. در طول مسیر رسیدن به گور دخمه صحنه، که برخی آن را یکی از نادرترین گوردخمه‌های دو طبقه مادها می‌دانند، درختان میوه و درختان جنگلی وجود دارد که پوشش زیبایی را به این منطقه بخشیده‌اند.
در ارتفاعی که بیش از پنجاه متر از سطح رودخانه فاصله دارد، محلی به طول چهارده و نیم و ارتفاع یازده متر تراشیده‌اند و در آن دخمهٔ بزرگتر را ساخته‌اند که درگاه آن رو به جنوب است. در جلوی گوردخمه، فضای ایوان مانندی ایجاد کرده‌اند. در جلوی این ایوان، صُفّه‌ای در صخره تراشیده‌اند. در دو طرف ایوان دو ستون سنگی وجود داشته که تنها پایه و بخشی از ساقه آن بر جای مانده‌است. این دو ستون بر اثر شلیک گلوله توپ توسط روس‌ها به منظور گشودن در ورودی از بین رفته است همچنین این کار موجب از بین رفتن حکاکی‌های سر در دخمه شده‌است. بر اساس بخش‌های باقی مانده، پایه ستون‌ها به شکل زنگوله برگشته است. بدندٔ این پایه ستون‌ها دارای شیارهایی شبیه به پایه ستون‌های دوره هخامنشی است.

## نمای اثر
در نمای بالا ورودی آرامگاه، تصویر خورشید بال داری حجاری شده‌است. در این گوردخمه پس از ایوان ستون دار، ورودی دخمه قرار دارد که به اتاقی به ابعاد ۳×۲۰/۳ متر و ارتفاع ۵۴/۲ متر منتهی می‌شود. در هر یک از اضلاع شرقی و غربی این اتاق، سکوی ایجاد شده‌است. بر روی هر یک از این سکوها، گوری به طول ۱/۶۲ متر و عرض ۸۲ سانتیمتر کنده شده‌است.
در میان دو سکو، مدخل مستطیل شکلی وجود دارد که به اتاق زیرین پیوند داده می‌شود. درون این اتاق، گوری در داخل سنگ کنده شده‌است. در کنار این قبر نیز سکویی دیده می‌شود. در دیوار شمالی این اتاق، دو طاقچه کوچک برای قرار دادن نذورات و هدایا کنده شده‌است. با توجه به شکل پایه ستون، نوع تراش و سقف اتاق زیرین به نظر می‌رسد که این گوردخمه نیز متعلق به دوره [فراهخامنشی] باشد.
به فاصله یک صدمتری از گوردخمه بزرگ، گوردخمه دیگری وجود دارد که جهت آن به سوی شرق است. با توجه به این که نوع تراش این گوردخمه شبیه گوردخمه بزرگتر است، بنابراین می‌توان گفت که این دو دخمه هم‌زمان ساخته شده‌اند.